# Solidarita
Solidarita znamená dobrovolnou společenskou soudržnost mezi rovnými, ochotu ke vzájemné pomoci a podpoře v rámci nějaké skupiny. Člověk cítí sounáležitost, je solidární s nějakou skupinou, pokud ji podporuje a její úspěchy i neúspěchy pociťuje jako své vlastní.

## Původ slova
Slovo pochází od lat. solidus, pevný, celistvý. Odtud vznikl středověký právní pojem in solidum, který znamenal, že nějaká skupina lidí vystupuje před soudem a přijímá závazky jako celek, „jako jeden muž“. Francouzské solidaire označuje od 15. století stav, kdy lidé jednají ve shodě a navzájem ručí za své závazky. Slovo se pak rozšířilo do dalších jazyků a od 19. století se začalo chápat jako konkrétní vyjádření pojmu „bratrství“ z hesla Francouzské revoluce „Volnost, rovnost, bratrství“. V tomto smyslu se stalo heslem zejména dělnického hnutí a později sociální demokracie. V téže době vznikl i pojem „solidarizovat se“ s někým, vyjádřit mu podporu a spojit s ním své zájmy i závazky.
Naopak teoretici komunismu, zejména francouzský revolucionář Louis Auguste Blanqui a Vladimír Iljič Lenin, se přiklonili k názoru, že revoluci musí vést pevně organizovaná strana jako „předvoj“ a vnutit nové uspořádání jako „diktaturu proletariátu“ celé společnosti. Pojem solidarity se pak v komunistickém hnutí užíval jen v souvislosti s mezinárodní solidaritou revolučních stran, takže se mohl stát naopak heslem protestu proti totalitnímu státu. V „Kacířských esejích“ (1976) vytvořil Jan Patočka pojem „solidarity otřesených“ a v září roku 1980 vzniklo v Gdaňsku Nezávislé odborové hnutí Solidarita (Solidarność), které se významně podílelo na pádu komunistického systému.

## Solidarita v sociologii
Solidarita jako soudržnost sobě rovných stojí v protikladu k představě panství a moci jednoho nad druhými. Proto si jí všimli sociologové v době, kdy se zdálo, že demokratickým společnostem chybí právě soudržnost. Francouzský sociolog Émile Durkheim ve svém díle „O společenské dělbě práce“ (1893) rozlišil společnosti s nízkou mírou dělby práce, jež drží pohromadě „mechanická solidarita“ skupiny či kmene jako daného celku, od společností s pokročilou dělbou práce, kde vznikají různá dobrovolná spojenectví a vytvářejí tak „organickou solidaritu“.
Vzdálenými předchůdci „organické solidarity“ byl křesťanský požadavek vzájemné lásky a pomoci, solidarita v rámci mnišských řádů a později v rámci středověkých cechů a dalších zájmových a občanských skupin. Durkheim i jeho následovníci si ovšem také uvědomili stinnou stránku skupinové solidarity, která může vést k odmítavým postojům až nepřátelství celé skupiny vůči okolní společnosti. Prosazování dílčích skupinových zájmů tak může být na úkor celé společnosti a požadavek solidarity může působit jako tlak na konformní jednání dovnitř skupiny samé.

## Solidarita v současnosti
Další společenský vývoj v bohatých zemích světa – zejména automatizace výroby a její přesun do chudších zemí – drasticky omezil počty dělníků v továrnách a vedl tak k oslabení možností jejich skupinové solidarity. Klesl význam odborových organizací a pokud životní úroveň rostla, klesla také potřeba solidarity v tomto ohledu.
V současné době se často hovoří o tak zvané mezigenerační solidaritě, kde zaměstnaní lidé musí věnovat část svých příjmů na platbu do systému sociálního pojištění, z něhož se vyplácí starobní důchodové dávky starým lidem. Nejedná se však o solidaritu v pravém slova smyslu, protože není vzájemná a vymáhá se na základě zákona, takže není dobrovolná. Přesto zůstává požadavek solidarity – například s chudšími částmi světa – významnou etickou výzvou pro všechny a solidarita je i nadále pro mnoho myslitelů ctností i v moderních společnostech.
| „                        | Jen solidární svět může být spravedlivý a žít v míru. | “ |
| — Richard von Weizsäcker |                                                       |   |